# Pelophylax hispanicus
La rana comestible italiana (Pelophylax kl. hispanicus) es un anuro de la familia Ranidae. Es un híbrido fértil de dos especies del género P. bergeri y P. ridibundus  o en su lugar P. kl. esculentus que tiene a su vez un origen híbrido.
Es un endemismo italiano, a pesar de que su nombre hispanicus puede indicar erróneamente su origen en la península ibérica. Su hábitat natural son los ríos, arroyos, marismas y lagos de agua dulce. No se considera en peligro por la IUCN.

## Distribución
Este híbrido se encuentra hasta una altitud de 1000 m en la mitad sur de la península itálica, Sicilia y las islas de Elba y Giglio. 

## Publicaciones originales
- Bonaparte, 1838 : Iconographia della Fauna Italica per le Quattro Classi degli Animali Vertebrati. Tomo II. Amphibi. Fascicolo 24, Roma, Salviucci.
- Dubois & Ohler, 1996  "1994" : Frogs of the subgenus Pelophylax (Amphibia, Anura, genus Rana): a catalogue of available and valid scientific names, with comments on name bearing types, complete synonymies, proposed common names, and maps showing all type localities. Zoologica Poloniae, vol. 39, p. 139-204.